# Kolenkitbuurt
Die Kolenkitbuurt (deutsch Kolenkitviertel) ist ein Stadtteil im Stadtbezirk Amsterdam-West (Provinz Nordholland). Das Viertel hatte 2009 11,5 % Arbeitslose und stand in der Rangliste der „20 Problemviertel“ in den Niederlanden. Anfang 2009 hatte es 7070 Einwohner, davon 80 bis 85 % ausländische Bürger.

## Geschichte

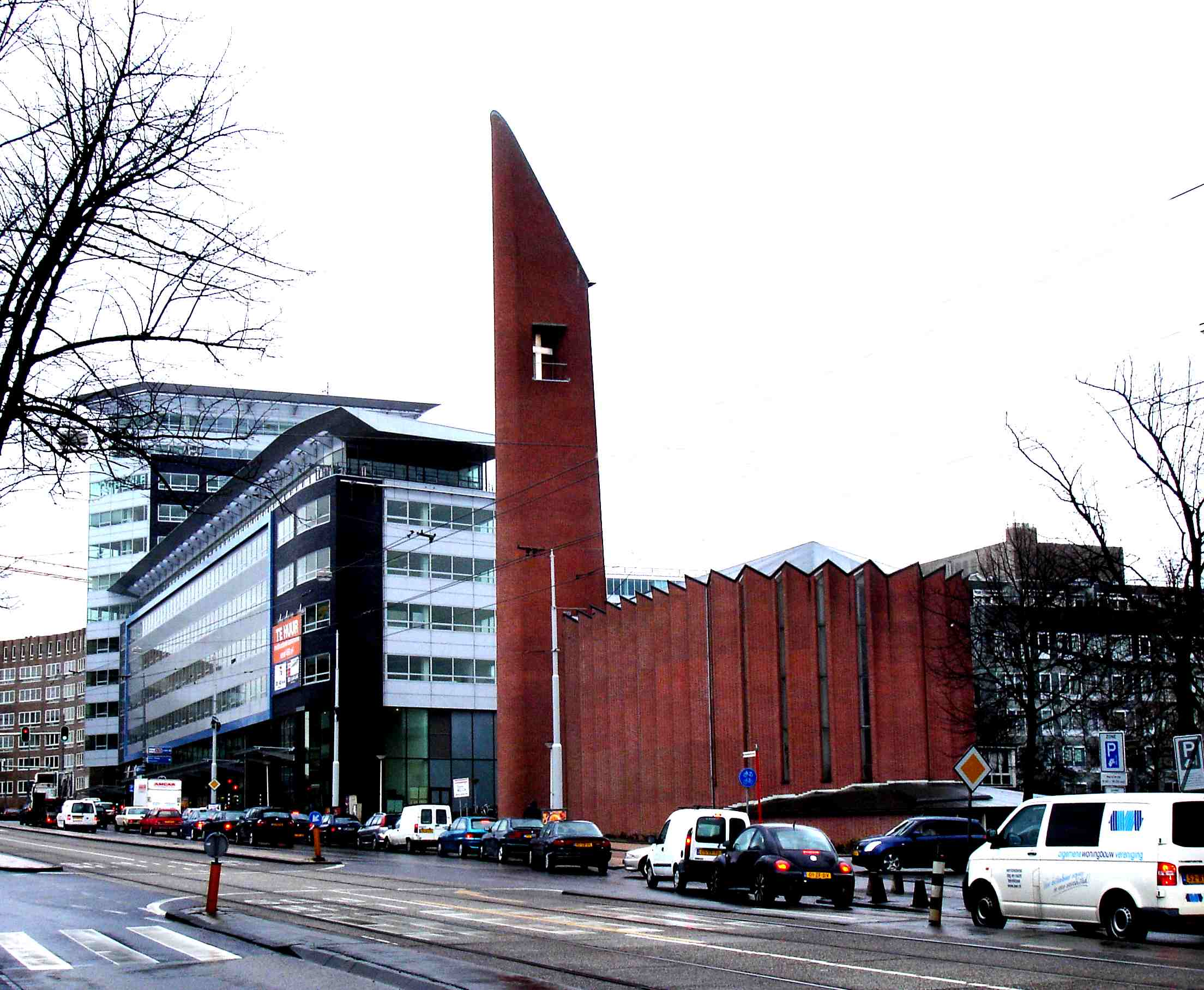
Opstandingskerk, auch bekannt als Kolenkit.

Die Kolenkitbuurt wird begrenzt durch den Rijksweg 10 (kurz: A10), die Erasmusgracht und den Haarlemmerweg. Angelegt wurde das Viertel nach dem Zweiten Weltkrieg und in den 1950er Jahren wurden die ersten Wohnungen gebaut. Der Stadtteil erhielt seinen Namen nach der 1956 gebauten
Opstandingskerk (deutsch: Auferstehungskirche), die im Volksmund auch Kolenkit (Kohlenschütte) genannt wird. Der Bau der Kirche kostete 850.000 Gulden und wurde von dem niederländischen Architekten Marius Duintjer entworfen.

### Verkehrsverbindung
Zwischen dem Admiraal de Ruijterweg und dem Platz Bos en Lommerplein fährt die Straßenbahn Amsterdam (Tramlijn) Nr. 14 und der Linienbus 15.

### Aktivitäten
Im Juni 2012 wurde das Cinema Al Kolenkit Festival auf dem Ernest Staesplein organisiert mit Film, Lesungen, Diskussionen und Workshops.